# Бора-Бора
Бо́ра-Бо́ра (фр. Bora-Bora, таит. Porapora) — один из Подветренных островов архипелага Острова Общества во Французской Полинезии в Тихом океане, расположенный в 241 км к северо-западу от Таити.

## География и геология

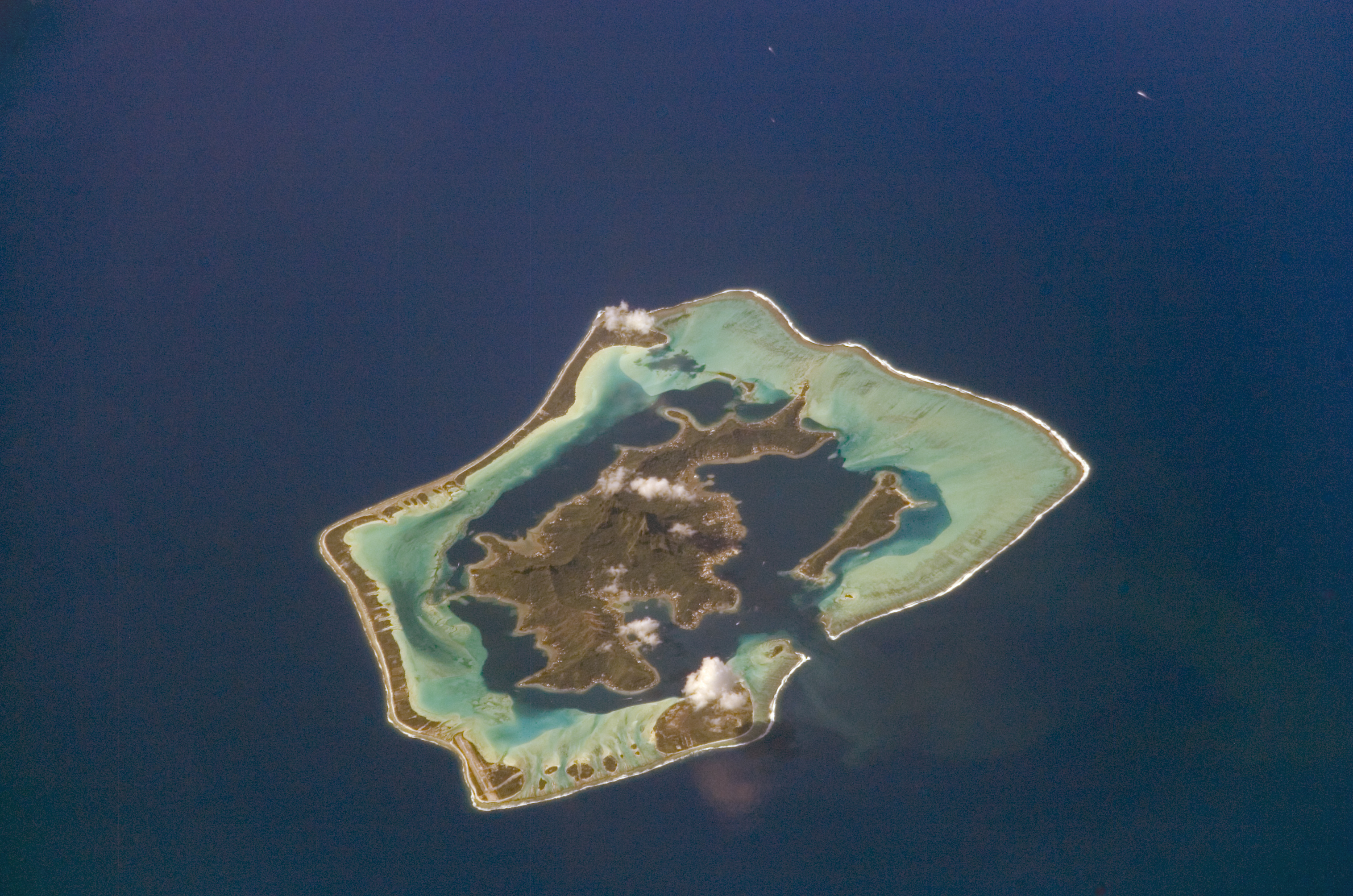
На спутниковой фотографии видна типичная для атолла форма Бора-Бора

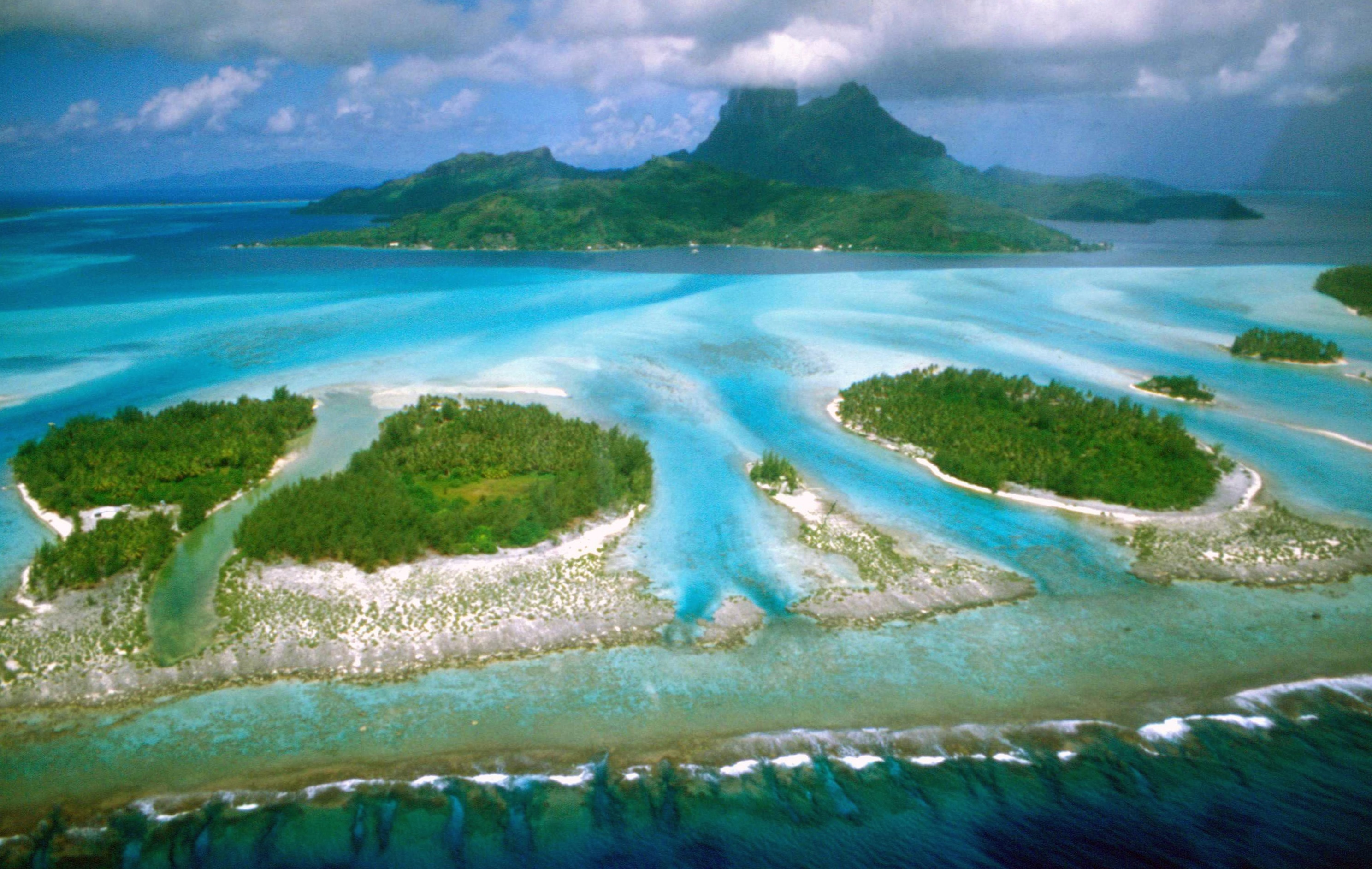
Бора-Бора с прилегающими моту

Бора-Бора представляет собой атолл, который с воздуха являет типичную, описанную Чарльзом Дарвином форму: центральная гора, окружённая коралловым рифом с многочисленными моту. Образование атолла находится на той стадии, когда кальдера центрального вулкана уже почти затоплена. Только части уже значительно выветренных краёв кратера возвышаются над уровнем моря образуя высшие точки острова: Отеману (727 м), Пахия (661 м) и Матаихуа (314 м). Центральный остров Бора-Бора состоит преимущественно из базальтовой лавы, в то время как моту из обломков кораллов и наслоений песка.
Вытянутый центральный остров имеет 9 километров в длину и 5 километров в самом широком месте. Площадь — 38 км². Административным центром является поселение Вайтапе.
Поселения находятся исключительно на побережье, в то время как поросшие пышной растительностью внутренние части острова малодоступны. Кольцевая дорога с твёрдым покрытием, протяжённостью в 32 километра, опоясывает остров.

## История

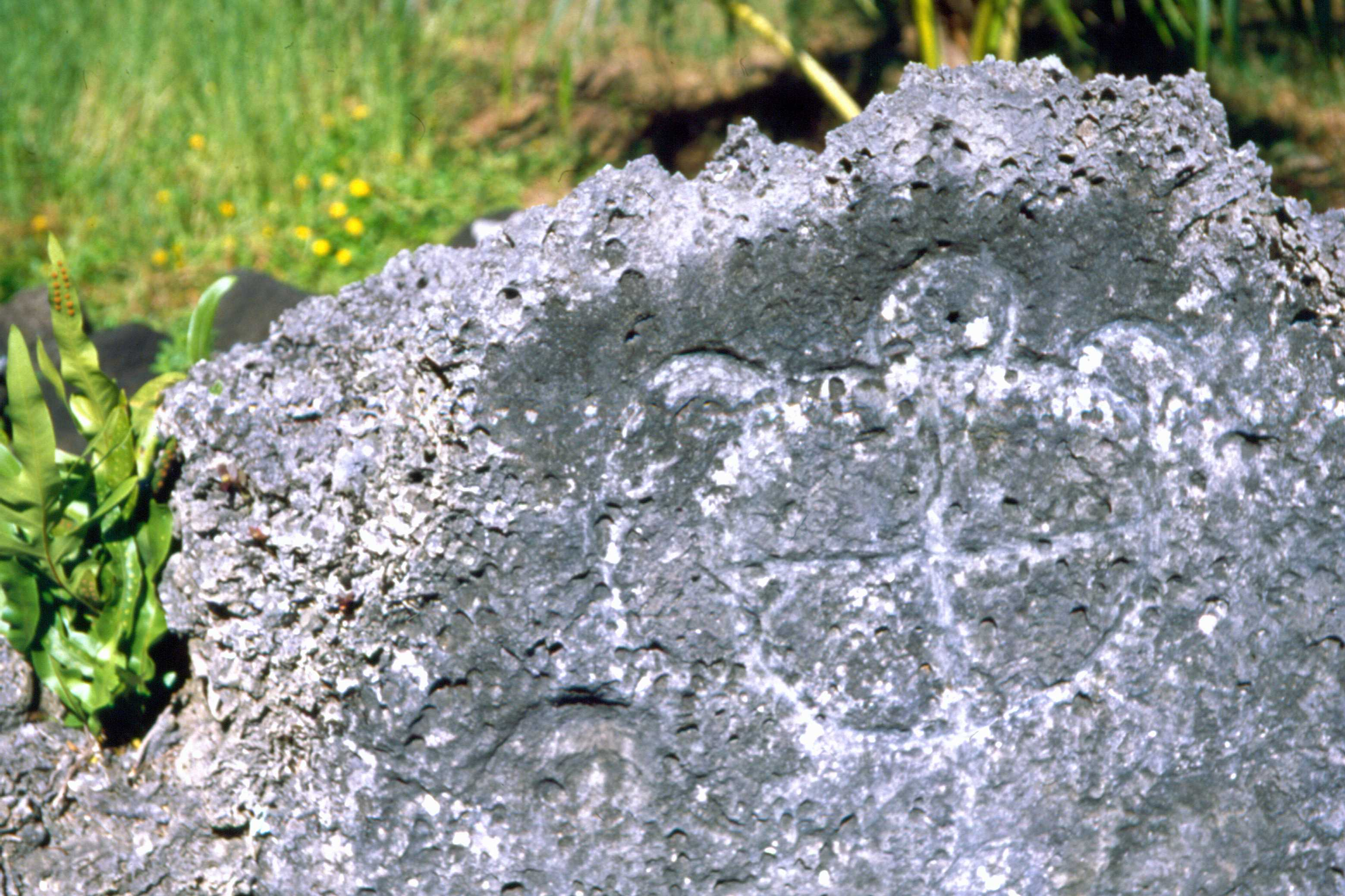
Изображение черепахи на одном из марае

Заселение Островов Общества в рамках полинезийской экспансии происходило относительно поздно.
В первой волне заселения были достигнуты острова Фиджи, Самоа, Тонга и в заключение Маркизские острова, откуда уже приблизительно в 400 году произошло заселение Островов Общества.
Европейским первооткрывателем острова считается Джеймс Кук, который наблюдая проход Венеры по солнечному диску, во время своего первого путешествия в 1769 году, проплывал между Островами Общества. Однако он впервые высадился на Бора-Бора лишь в 1777 году в ходе своего третьего путешествия. Другие источники считают первооткрывателем британского офицера Самюэла Уоллиса, который во время своего кругосветного плавания в 1767 году посетил Острова Общества и открыл остров Таити.
2 апреля 1786 года французский мореплаватель Луи Антуан де Бугенвиль достиг острова Таити и объявил Острова Общества владением Франции, основав тем самым современную Французскую Полинезию.
В начале XIX века на Бора-Бора было основано Королевство Бора-Бора. В 1847 году на Жарнакской конвенции было официально признано Великобританией и Францией. В XIX веке оно являлось одним из независимых полинезийских государств, расположенных на островах Общества близ Таити, Хуахине и Раиатеа, население которых говорило на похожих языках и имело одинаковую культуру, у их правителей была установлена взаимосвязь путём женитьбы на представительницах королевских династий. В 1888 году королевство было захвачено Францией, в 1895 году последняя его королева Териимаеваруа III была вынуждена отречься от престола.
Во время Второй мировой войны после атаки японской морской авиации на Перл-Харбор 7 декабря 1941 года Бора-Бора стал важной базой снабжения США в южной части Тихого океана. Американская армия содержала на острове нефтебазу, взлётно-посадочную полосу и базу гидросамолётов.
Сегодня Бора-Бора является частью территорий во Французской Полинезии (фр. Territoire de la Polynesie Francaise) и управляется из Папеэте. В Вайтапе расположены лишь органы местного самоуправления. Денежной единицей Французской Полинезии является тихоокеанский франк, стоимость которого фиксирована по отношению к евро.

## Административное деление
Острова Бора-Бора и Тупаи образуют коммуну Бора-Бора, которая входит в состав административного подразделения Подветренные острова.
| Остров или риф    | Площадь суши, км² | Площадь лагуны, км² | Население, чел. (2007) | Административный центр |
| ----------------- | ----------------- | ------------------- | ---------------------- | ---------------------- |
| Бора-Бора         | 38                | —                   | 8927                   | Вайтапе                |
| Тупаи             | 11                | —                   | —                      | —                      |
| Коммуна Бора-Бора | 49                | —                   | 8927                   | Вайтапе                |

## Население

Топографическая карта атолла Бора-Бора

По состоянию на 2007 год население Бора-Бора составляло 8927 человек. Крупнейшее поселение Вайтапе (приблизительно 4000 жителей) расположено в западной части острова напротив главного прохода в лагуну, который настолько глубок, что способен пропускать даже большие круизные теплоходы. Деревушка Фаануи, бывшая резиденция правящей династии, расположена на северо-западе острова, а поселение Анау на востоке.

## Инфраструктура и экономика

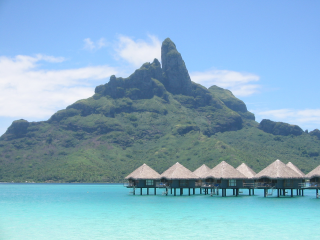
Бунгало, построенные над водой.

Экономика острова почти полностью основана на туризме.

## Достопримечательности

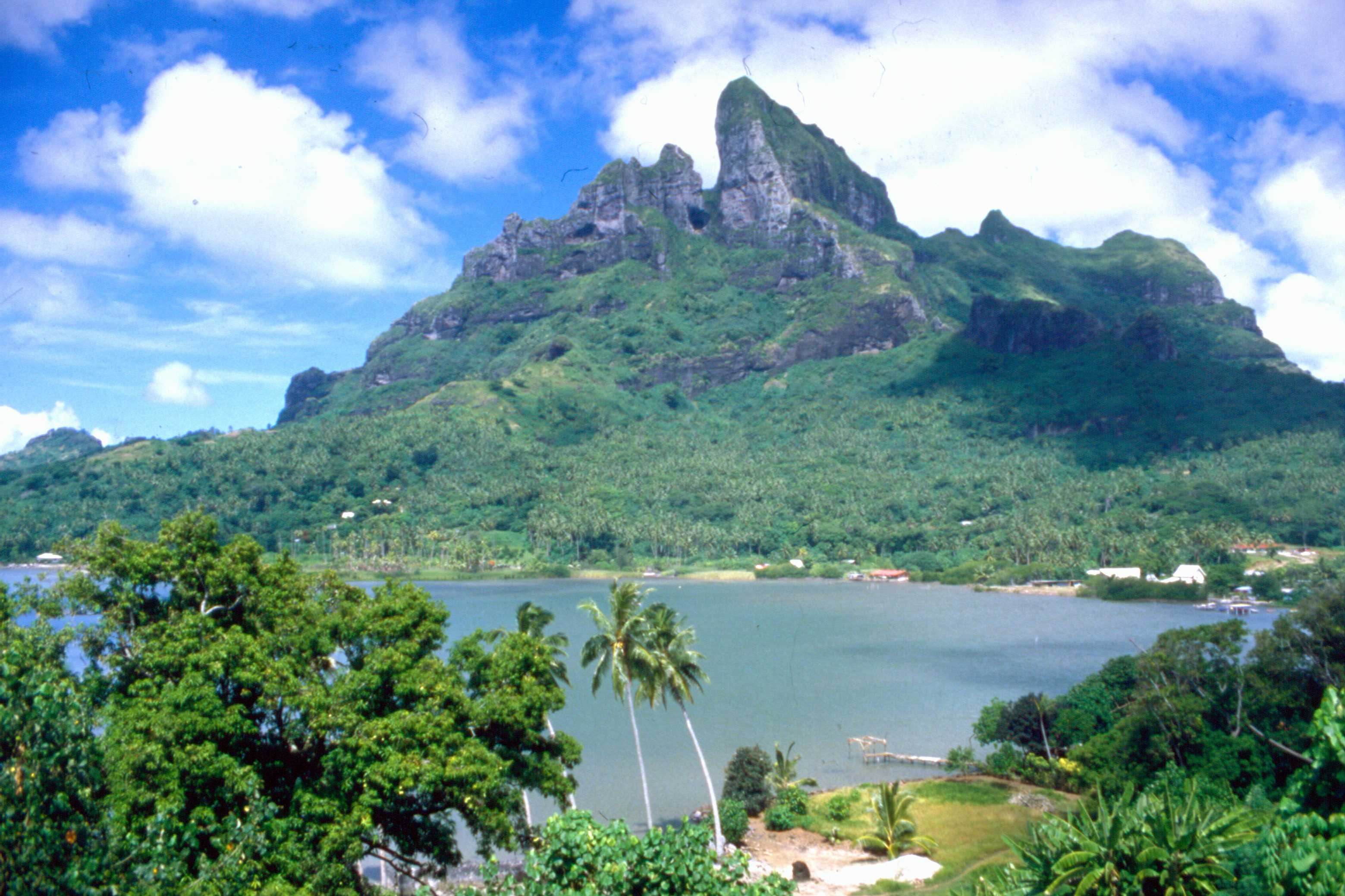
Залив Фаануи

Наиболее привлекательным местом на Бора-Бора является лагуна с её богатым подводным миром.

## В кино
- «Ловец акул с острова Бора-Бора» (Beyond the Reef) — реж. Фрэнк С. Кларк (США, 1980)